# Episodi di Prime Suspect (serie televisiva 2011)
La prima e unica stagione della serie televisiva Prime Suspect, comporta da 13 episodi, è stata trasmessa in prima visione assoluta negli Stati Uniti d'America da NBC dal 22 settembre 2011 al 22 gennaio 2012.
In Italia la stagione è stata trasmessa in prima visione dal canale satellitare Fox Crime dal 17 maggio al 9 agosto 2012; in chiaro è stata trasmessa in prima visione dal 21 agosto al 19 dicembre 2012 su LA7 con i primi 9 episodi e su LA7d per gli ultimi 4 inediti.
| nº | Titolo originale             | Titolo italiano       | Prima TV USA      | Prima TV Italia |
| -- | ---------------------------- | --------------------- | ----------------- | --------------- |
| 1  | Pilot                        | Detective Jane        | 22 settembre 2011 | 17 maggio 2012  |
| 2  | Carnivorous Sheep            | L'uomo sbagliato      | 29 settembre 2011 | 24 maggio 2012  |
| 3  | Bitch                        | 25 minuti per morire  | 6 ottobre 2011    | 31 maggio 2012  |
| 4  | Great Guy, Yet Dead          | Le apparenze uccidono | 13 ottobre 2011   | 7 giugno 2012   |
| 5  | Regrets, I've Had a Few      | La coperta di fiori   | 27 ottobre 2011   | 14 giugno 2012  |
| 6  | Shame                        | Disonore              | 3 novembre 2011   | 21 giugno 2012  |
| 7  | Wednesday's Child            | Il figlio del dolore  | 10 novembre 2011  | 28 giugno 2012  |
| 8  | Underwater                   | Sott'acqua            | 17 novembre 2011  | 5 luglio 2012   |
| 9  | Gone to Pieces               | Un caso dopo l'altro  | 1º dicembre 2011  | 12 luglio 2012  |
| 10 | A Gorgeous Mosaic            | Uno splendido mosaico | 15 dicembre 2011  | 19 luglio 2012  |
| 11 | The Great Wall of Silence    | Un pesante fardello   | 22 dicembre 2011  | 26 luglio 2012  |
| 12 | Ain't No Sunshine            | Fatalità              | 22 gennaio 2012   | 2 agosto 2012   |
| 13 | Stuck in the Middle with You | Nel centro del mirino | 22 gennaio 2012   | 9 agosto 2012   |